# Marian Zaremba
Marian Zygmunt Zaremba (ur. 23 stycznia 1910 w Stryju, zm. 10 września 1939 w Bykowcach) – polski inżynier leśnik, podporucznik rezerwy piechoty Wojska Polskiego, żołnierz kampanii wrześniowej.

## Życiorys
Urodził się w styczniu 1910 w Stryju. Był synem Józefa, pochodzącego z tego miasta. W dniu 21 czerwca 1939 na Wydziale Rolniczo–Lasowym Politechniki Lwowskiej uzyskał tytuł inżyniera leśnika. Zamieszkiwał przy ulicy Teofila Lenartowicza 11a we Lwowie.
Po wybuchu II wojny światowej podczas kampanii wrześniowej 1939 południową Polskę przed Niemcami broniły oddziały armii „Karpaty”. W jej skład wchodził między innymi 6 pułk Strzelców Podhalańskich z Sambora (wchodząca w skład 3 Brygady Górskiej). Podporucznik rezerwy Marian Zaremba jako dowódca tylnej straży kompanii karabinów maszynowych miał za zadanie opóźnianie natarcia wroga. Podczas walki 10 września 1939 w miejscowości Bykowce, nieopodal Sanoka ostrzelał żołnierzy Wehrmachtu, zabijając kilkunastu, po czym wobec przewagi Niemców został rozproszony. Porucznik Marian Zaremba został ranny, następnie wzięty do niewoli i zastrzelony przez Niemców na miejscu (jego ostatnie słowa przed śmiercią miały brzmieć: „Polsko pomścij”). Wraz z nim polegli czterej szeregowcy: Ludwik Lisiak, Ignacy Matuszczak, Leon Piłat i Leon Urbaniak. W walkach pod Bykowcami brał udział plut. Tadeusz Gołębiowski. Bitwa w Bykowcach była ostatnim aktem walk kampanii wrześniowej na terenie powiatu sanockiego.

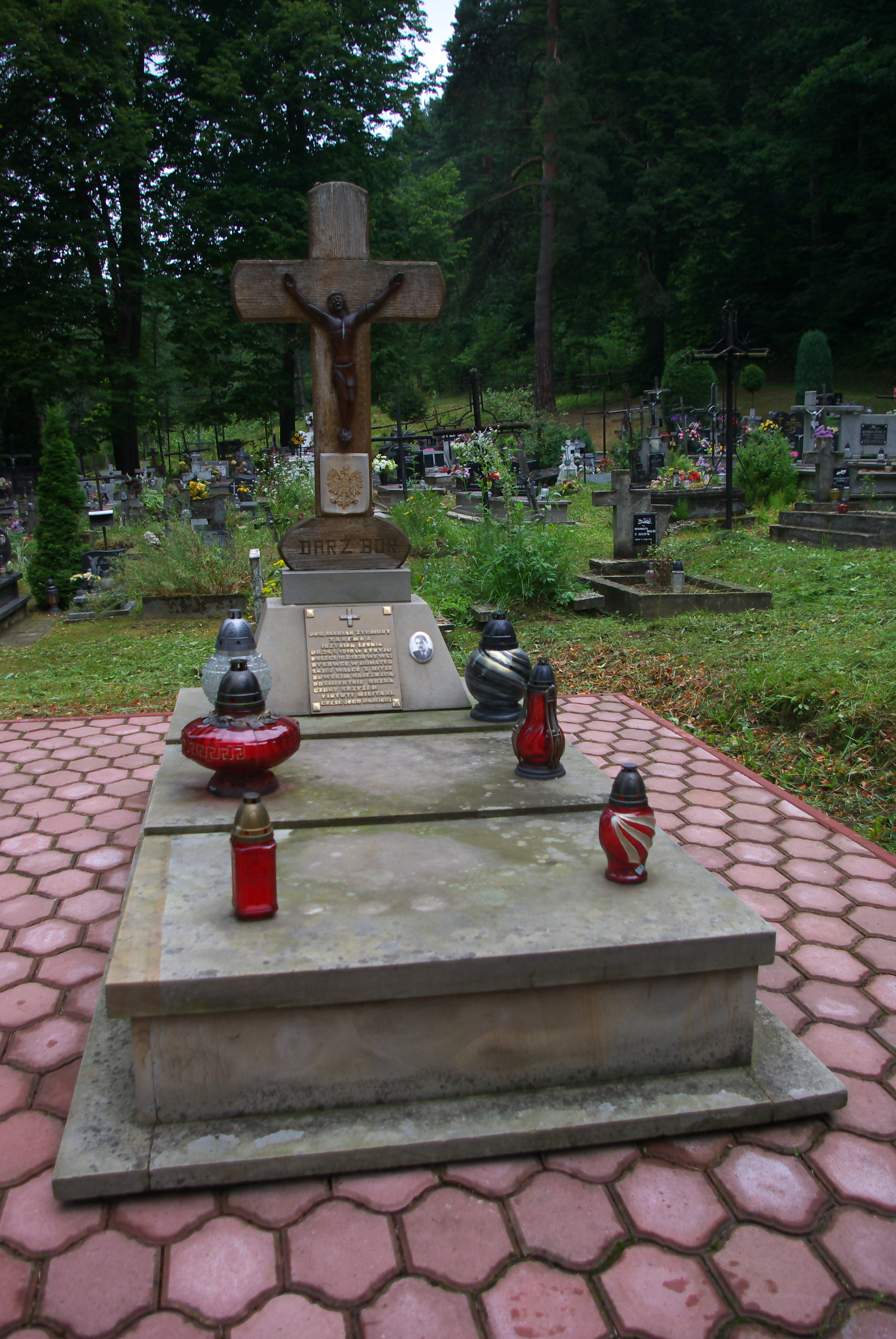
Grób Mariana Zaremby w Bykowcach

## Upamiętnienia
- Zdarzenie wojenne z 10 września 1939 zostało upamiętnione przez lokalną społeczność w czynie społecznym poprzez ustanowienie pomnika Żołnierzy Września w Bykowcach, który został odsłonięty 10 października 1971 (w uroczystościach uczestniczyli krewni ppor. M Zaremby)[7].
- W okresie PRL Oddział PTTK w Sanoku organizował Rajd im. ppor. Mariana Zaremby w formie pieszej i kolarskiej[8][9].
- W 1989 Miejska Rada Narodowa w Sanoku ustanowiła w dzielnicy Olchowce, graniczącej z Bykowcami, ulicę Mariana Zaremby[10][11][12]. Ulica jego imienia powstała także w Bykowcach.
- W 2003 powstało Stowarzyszenie Rozwoju Wsi Bykowce „Moja Wieś” im. Stanisławy Tarnawieckiej[13], które organizuje uroczystości rocznicowe 10 września przy pomniku i na cmentarzu w Bykowcach.

## Odznaczenie
- Krzyż Srebrny Orderu Wojennego Virtuti Militari – pośmiertnie